# جورج نيكولاس إيكيرت
جورج نيكولاس إيكيرت هو سياسي أمريكي، ولد في 4 يوليو 1802 في ووملسدورف في الولايات المتحدة، وتوفي في 28 يونيو 1865 في فيلادلفيا في الولايات المتحدة. نشط حزبياً في الحزب الجمهوري. وقد انتخب عضو مجلس النواب الأمريكي ‏.